# Nicole Chérie Saletta
Nicole Chérie Saletta (* 2. Juli 1986 in Berwyn, Illinois) ist eine US-amerikanische Schauspielerin, die vor allem durch die Rolle der Deena Stewart in Eine himmlische Familie bekannt wurde.
Nicole Saletta wurde als zweites Kind von Chuck und Caryn Saletta geboren. Ihr älterer Bruder ist Sam Saletta, der ebenfalls Schauspieler ist.

## Filmografie (Auswahl)
- 1998–2001: Eine himmlische Familie (7th Heaven)
- 1999: Tag
- 1999: Fashionably L.A.
- 2006: Fierce Friend
- 2006: Parental Control, Gastauftritt: 1.2
- 2007: Rockin’ Meera